# Круша (Польща)
Круша (пол. Krusza) — село в Польщі, у гміні Турошль Кольненського повіту Підляського воєводства.
Населення — 341 особа (2011).
У 1975-1998 роках село належало до Ломжинського воєводства.

## Демографія
Демографічна структура станом на 31 березня 2011 року:
|          | Загалом | Допрацездатний вік | Працездатний вік | Постпрацездатний вік |
| -------- | ------- | ------------------ | ---------------- | -------------------- |
| Чоловіки | 181     | 48                 | 115              | 18                   |
| Жінки    | 160     | 45                 | 75               | 40                   |
| Разом    | 341     | 93                 | 190              | 58                   |